# ALDL

ALDL 12-poliger Stecker – Vorderansicht

Assembly Line Diagnostic Link oder ALDL ist ein proprietäres On-Board-Diagnose-System, entwickelt von General Motors. Es wurde zuvor Assembly Line Communications Link oder ALCL genannt; die beiden Begriffe werden synonym verwendet. In Deutschland wurde ALDL vor der Einführung von OBD-2 bei Opel- und Vauxhall-Modellen eingesetzt, da Opel damals zum GM-Konzern gehörte.
Das System war nur vage standardisiert und litt daran, dass die Spezifikationen für die Kommunikationsverbindung von Modell zu Modell unterschiedlich waren. ALDL wurde größtenteils von Herstellern für die Diagnose bei ihren Händlern und offiziellen Wartungseinrichtungen verwendet. Der Stecker befindet sich normalerweise unter dem Armaturenbrett auf der Fahrerseite von  Linkslenker-Fahrzeugen, obwohl diese Position nicht standardisiert war. Teilweise ist er auch im Fußraum des Beifahrersitzes angebracht.
In den späten 1980er Jahren wurde das System auf das ADTS-System (ALDL Development and Test System) migriert, das einen industrialisierten IBM-PC mit benutzerdefinierter Schnittstellenhardware verwendet.

## Diagnosestecker
Bei ALDL wurden mindestens vier verschiedene Anschlüsse verwendet. General Motors implementierte sowohl einen 5-poligen als auch einen 12-poligen Stecker, wobei der 12-polige Stecker (Packard / Delco / Delphi-Teilenummer 12020043) in der überwiegenden Mehrheit der GM-Fahrzeuge verwendet wird. Lotus implementierte einen 10-poligen Stecker. Die Stifte sind in den folgenden Layouts mit Buchstaben versehen (von der Vorderseite des Fahrzeugsteckers aus gesehen):
12-polige ALDL-Anschlussbelegung

| F | E | D | C | B | A |
| G | H | J | K | L | M |

10-polige ALDL-Anschlussbelegung
| A | B | C | D | E |
| K | J | H | G | F |

5-polige Pinbelegung des ALDL-Steckers

| A | B | C | D | E |

Zu beachten ist der Unterschied in der Pin-Reihenfolge zwischen den Anschlüssen und die Tatsache, dass der Buchstabe „I“ nicht verwendet wird. Leider variierte die Definition, welche Signale an jedem Pin vorhanden waren, zwischen den Fahrzeugmodellen. Es wurden im Allgemeinen nur drei Pins für Basis–ALDL verwendet: Masse, Batteriespannung und eine einzelne Leitung für Daten, obwohl andere Pins häufig für zusätzliche fahrzeugspezifische Diagnoseinformationen und Steuerschnittstellen verwendet wurden. Im 12-poligen ALDL-Anschluss liegt keine Batteriespannung an.

## Datenstrom
Die frühesten Implementierungen von ALDL waren unidirektionale und übertragene serielle Daten bei 160 Baud mit PWM. Einige 160-Baud-Modelle übertrugen beim Start ständig Sensordaten, während andere im Diagnosemodus mit einem an den ALDL-Port angeschlossenen Widerstand Daten übertrugen.
Spätere Versionen waren bidirektional und wurden mit einer viel schnelleren (aber im Vergleich zu den heutigen Standards langsamen) Rate von 8192 Baud betrieben. Implementierungen mit der Baudrate 8192 waren hauptsächlich anforderungsgesteuert, was bedeutet, dass die Hauptdiagnosedaten erst übertragen wurden, als eine Anforderung gestellt wurde. In vielen Fahrzeugen gab es jedoch eine gewisse Leerlaufdatenübertragung trivialer Parameter. Durch die bidirektionale Kommunikation konnten auch viele andere Funktionen über ALDL ausgeführt werden, z. B. Aktuatortests, Parameterüberschreibungen und in einigen Fällen sogar eine Neuprogrammierung der ECU selbst. Für primitive Netzwerke und Kommunikation können mehrere Geräte in die ALDL-Datenleitung gestellt werden. Viele spätere 8192-Baud-Fahrzeuge hatten beispielsweise Airbagsteuerung, ABS und sogar Klimasteuerungen, die Daten auf demselben seriellen Bus sendeten.
In beiden Versionen werden ALDL-Daten in einem für das Modell von eindeutigen Format gesendet ECU im Fahrzeug mit geringer Standardisierung zwischen den Modellen ist daher eine korrekte Definition der Daten erforderlich, um sie zu interpretieren. Die meisten professionellen Scan-Tools erfordern eine große Datenbank mit Fahrzeugdefinitionen.
Die Signalisierung von ALDL ist ähnlich wie beim RS-232-Standard eine serielle Datenübertragung; sie unterscheiden sich in den Spannungen, die zur Bezeichnung der logischen Eins (normalerweise 0 V DC) und der logischen Null (entweder +5 V DC oder +12 V DC) verwendet werden, und im Gegensatz zur RS-232 befinden sich sowohl die Sende- als auch die Empfangsfunktion auf demselben Leiter. Im Internet sind Schaltpläne für Geräte verfügbar, mit denen die ALDL-Spannungen in die des RS-232-Standards umgewandelt werden können, sodass die Rohdaten mit einem Computer mit der seriellen Schnittstelle gelesen werden können, sowie die richtige Software.
Es stehen mehrere Scanner-Softwareprogramme zur Verfügung. TunerPro RT ist eines der flexibelsten und beliebtesten. Es deckt die meisten US-Anwendungen ab. 94-95 6.5 Turbo Diesel Scanner Software ist ebenfalls verfügbar. Direkte USB-zu-ALDL-Kabel und sogar Bluetooth-Module sind von Anbietern wie Red Devil River erhältlich.